# 2338 Bokhan
2338 Bokhan (1977 QA3) là một tiểu hành tinh vành đai chính được phát hiện ngày 22 tháng 8 năm 1977 bởi N. S. Chernykh ở Đài vật lý thiên văn Crimean.